# Campeonato Europeu de Patinação Artística no Gelo de 2010
O Campeonato Europeu de Patinação Artística no Gelo de 2010 foi a centésima segunda edição do Campeonato Europeu de Patinação Artística no Gelo, um evento anual de patinação artística no gelo organizado pela União Internacional de Patinação (em inglês:  International Skating Union) onde os patinadores artísticos competem pelo título de campeão europeu. A competição foi disputada entre os dias 14 de janeiro e 24 de janeiro, na cidade de Tallinn, Estônia.

## Eventos
- Individual masculino
- Individual feminino
- Duplas
- Dança no gelo

## Medalhistas
| Evento                        | Ouro                                       | Prata                                        | Bronze                                    |
| Individual masculino detalhes | Evgeni Plushenko · Rússia                  | Stéphane Lambiel · Suíça                     | Brian Joubert · França                    |
| Individual feminino detalhes  | Carolina Kostner · Itália                  | Laura Lepistö · Finlândia                    | Elene Gedevanishvili · Geórgia            |
| Duplas detalhes               | Yuko Kavaguti · Alexander Smirnov · Rússia | Aliona Savchenko · Robin Szolkowy · Alemanha | Maria Mukhortova · Maxim Trankov · Rússia |
| Dança no gelo detalhes        | Oksana Domnina · Maxim Shabalin · Rússia   | Federica Faiella · Massimo Scali · Itália    | Jana Khokhlova · Sergei Novitski · Rússia |

## Resultados

### Individual masculino

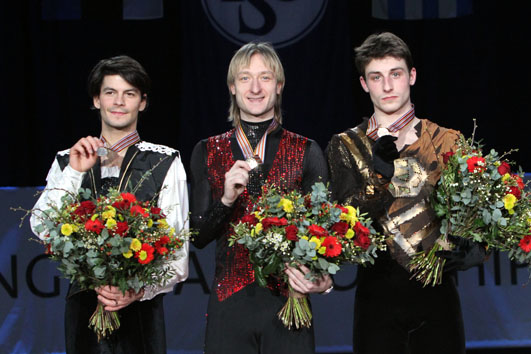
Pódio da competição masculina.

| Pos.                                                  | Nome                  | Nacionalidade        | Pontos | PC         | PL          |
| ----------------------------------------------------- | --------------------- | -------------------- | ------ | ---------- | ----------- |
| Medalha de ouro                                       | Evgeni Plushenko      | Rússia               | 255.39 | 91.30 (1)  | 164.09 (1)  |
| Medalha de prata                                      | Stéphane Lambiel      | Suíça                | 238.54 | 77.75 (5)  | 160.79 (2)  |
| Medalha de bronze                                     | Brian Joubert         | França               | 236.45 | 88.55 (2)  | 147.90 (3)  |
| 4                                                     | Michal Březina        | República Tcheca     | 224.74 | 79.60 (4)  | 145.14 (5)  |
| 5                                                     | Samuel Contesti       | Itália               | 221.33 | 75.90 (7)  | 145.43 (4)  |
| 6                                                     | Yannick Ponsero       | França               | 219.52 | 82.40 (3)  | 137.12 (7)  |
| 7                                                     | Alban Préaubert       | França               | 207.61 | 76.37 (6)  | 131.24 (9)  |
| 8                                                     | Javier Fernández      | Espanha              | 204.83 | 66.50 (13) | 138.33 (6)  |
| 9                                                     | Stefan Lindemann      | Alemanha             | 203.95 | 70.19 (9)  | 133.76 (8)  |
| 10                                                    | Tomáš Verner          | República Tcheca     | 203.18 | 72.75 (8)  | 130.43 (10) |
| 11                                                    | Kevin van der Perren  | Bélgica              | 195.48 | 67.72 (11) | 127.76 (11) |
| 12                                                    | Adrian Schultheiss    | Suécia               | 188.79 | 66.55 (12) | 122.24 (13) |
| 13                                                    | Anton Kovalevski      | Ucrânia              | 186.84 | 65.20 (14) | 121.64 (14) |
| 14                                                    | Sergei Voronov        | Rússia               | 185.38 | 60.27 (17) | 125.11 (12) |
| 15                                                    | Kristoffer Berntsson  | Suécia               | 183.10 | 69.20 (10) | 113.90 (17) |
| 16                                                    | Paolo Bacchini        | Itália               | 181.42 | 60.90 (16) | 120.52 (15) |
| 17                                                    | Viktor Pfeifer        | Áustria              | 178.41 | 63.42 (15) | 114.99 (16) |
| 18                                                    | Gregor Urbas          | Eslovênia            | 163.84 | 56.90 (20) | 106.94 (18) |
| 19                                                    | Zoltán Kelemen        | Romênia              | 161.10 | 59.40 (18) | 101.70 (20) |
| 20                                                    | Jorik Hendrickx       | Bélgica              | 161.06 | 58.70 (19) | 102.36 (19) |
| Não avançaram para a patinação livre / programa longo |                       |                      |        |            |             |
| 21                                                    | Maciej Cieplucha      | Polônia              | —      | 56.45 (21) |             |
| 22                                                    | Ari-Pekka Nurmenkari  | Finlândia            | —      | 53.55 (22) |             |
| 23                                                    | Karel Zelenka         | Itália               | —      | 53.09 (23) |             |
| 24                                                    | Peter Reitmayer       | Eslováquia           | —      | 51.35 (24) |             |
| 25                                                    | Maxim Shipov          | Israel               | —      | 51.21 (25) |             |
| 26                                                    | Boris Martinec        | Croácia              | —      | 50.49 (26) |             |
| 27                                                    | Matthew Parr          | Reino Unido          | —      | 49.02 (27) |             |
| 28                                                    | Damjan Ostojič        | Bósnia e Herzegovina | —      | 47.96 (28) |             |
| 29                                                    | Viktor Romanenkov     | Estônia              | —      | 47.60 (29) |             |
| 30                                                    | Alexandr Kazakov      | Bielorrússia         | —      | 45.97 (30) |             |
| 31                                                    | Kutay Eryoldaş        | Turquia              | —      | 37.40 (31) |             |
| 32                                                    | Boyito Mulder         | Países Baixos        | —      | 36.38 (32) |             |
| 33                                                    | Marton Marko          | Hungria              | —      | 35.32 (33) |             |
| 34                                                    | Saulius Ambrulevičius | Lituânia             | —      | 34.49 (34) |             |
| 35                                                    | Girts Jekabsons       | Letônia              | —      | 32.67 (35) |             |
| 36                                                    | Georgi Kenchadze      | Bulgária             | —      | 32.02 (36) |             |
| 37                                                    | Pierre Balian         | Armênia              | —      | 31.82 (37) |             |
| WD                                                    | Joffrey Bourdon       | Montenegro           | —      | — (WD)     |             |

### Individual feminino

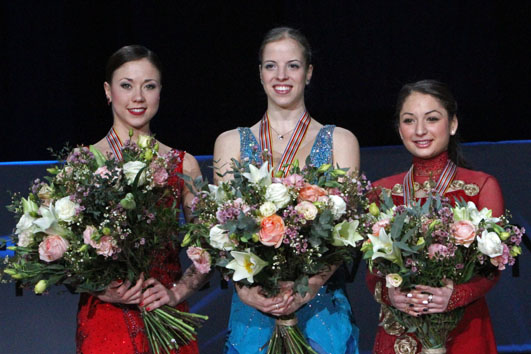
Pódio da competição feminina.

| Pos.                                                  | Nome                   | Nacionalidade    | Pontos | PC         | PL         |
| ----------------------------------------------------- | ---------------------- | ---------------- | ------ | ---------- | ---------- |
| Medalha de ouro                                       | Carolina Kostner       | Itália           | 173.46 | 65.80 (1)  | 107.66 (1) |
| Medalha de prata                                      | Laura Lepistö          | Finlândia        | 166.37 | 62.96 (3)  | 103.41 (3) |
| Medalha de bronze                                     | Elene Gedevanishvili   | Geórgia          | 164.54 | 60.82 (4)  | 103.72 (2) |
| 4                                                     | Kiira Korpi            | Finlândia        | 163.68 | 64.26 (2)  | 99.42 (5)  |
| 5                                                     | Sarah Meier            | Suíça            | 157.44 | 54.86 (8)  | 102.58 (4) |
| 6                                                     | Júlia Sebestyén        | Hungria          | 156.77 | 57.44 (6)  | 99.33 (6)  |
| 7                                                     | Alena Leonova          | Rússia           | 153.57 | 58.26 (5)  | 95.31 (7)  |
| 8                                                     | Valentina Marchei      | Itália           | 149.46 | 55.34 (7)  | 94.12 (8)  |
| 9                                                     | Ksenia Makarova        | Rússia           | 146.85 | 54.06 (9)  | 92.79 (9)  |
| 10                                                    | Elena Glebova          | Estônia          | 138.93 | 50.10 (13) | 88.83 (10) |
| 11                                                    | Viktoria Helgesson     | Suécia           | 137.10 | 50.86 (12) | 86.24 (12) |
| 12                                                    | Tuğba Karademir        | Turquia          | 136.42 | 53.88 (10) | 82.54 (13) |
| 13                                                    | Oksana Gozeva          | Rússia           | 135.39 | 47.26 (14) | 88.13 (11) |
| 14                                                    | Jenna McCorkell        | Reino Unido      | 128.06 | 53.80 (11) | 74.26 (17) |
| 15                                                    | Ivana Reitmayerová     | Eslováquia       | 125.31 | 47.06 (15) | 78.25 (14) |
| 16                                                    | Sarah Hecken           | Alemanha         | 121.79 | 46.34 (16) | 75.45 (16) |
| 17                                                    | Sonia Lafuente         | Espanha          | 121.15 | 45.26 (17) | 75.89 (15) |
| 18                                                    | Natalia Popova         | Ucrânia          | 113.35 | 44.30 (20) | 69.05 (18) |
| 19                                                    | Teodora Poštič         | Eslovênia        | 113.35 | 44.46 (19) | 68.89 (19) |
| WD                                                    | Susanna Pöykiö         | Finlândia        | 44.68  | 44.68 (18) | — (WD)     |
| Não avançaram para a patinação livre / programa longo |                        |                  |        |            |            |
| 21                                                    | Tamar Katz             | Israel           | —      | 43.70 (21) |            |
| 22                                                    | Katsiarina Pakhamovich | Bielorrússia     | —      | 43.54 (22) |            |
| 23                                                    | Karly Robertson        | Reino Unido      | —      | 41.74 (23) |            |
| 24                                                    | Shira Willner          | Alemanha         | —      | 38.10 (24) |            |
| 25                                                    | Miriam Ziegler         | Áustria          | —      | 36.06 (25) |            |
| 26                                                    | Mirna Libric           | Croácia          | —      | 35.74 (26) |            |
| 27                                                    | Martina Bocek          | República Tcheca | —      | 35.08 (27) |            |
| 28                                                    | Manouk Gijsman         | Países Baixos    | —      | 34.96 (28) |            |
| 29                                                    | Erle Harstad           | Noruega          | —      | 34.82 (29) |            |
| 30                                                    | Birce Atabey           | Turquia          | —      | 33.76 (30) |            |
| 31                                                    | Katherine Hadford      | Hungria          | —      | 32.66 (31) |            |
| 32                                                    | Karina Johnson         | Dinamarca        | —      | 32.16 (32) |            |
| 33                                                    | Isabelle Pieman        | Bélgica          | —      | 30.32 (33) |            |
| 34                                                    | Fleur Maxwell          | Luxemburgo       | —      | 30.18 (34) |            |
| 35                                                    | Beatričė Rožinskaitė   | Lituânia         | —      | 29.60 (35) |            |
| 36                                                    | Clara Peters           | Irlanda          | —      | 29.42 (36) |            |
| 37                                                    | Sabina Paquier         | Romênia          | —      | 29.38 (37) |            |
| 38                                                    | Marina Seeh            | Sérvia           | —      | 29.32 (38) |            |
| 39                                                    | Zanna Pugaca           | Letônia          | —      | 29.04 (39) |            |
| 40                                                    | Sonia Radeva           | Bulgária         | —      | 26.64 (40) |            |
| 41                                                    | Maria Papasotiriou     | Grécia           | —      | 23.02 (41) |            |
| WD                                                    | Joelle Forte           | Azerbaijão       | —      | — (WD)     |            |
| WD                                                    | Sonja Mugoša           | Montenegro       | —      | — (WD)     |            |

### Duplas

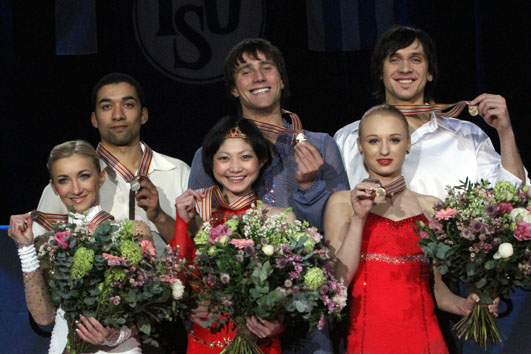
Pódio da competição de duplas.

| Pos.                                                  | Nome                                      | Nacionalidade | Pontos | PC         | PL         |
| ----------------------------------------------------- | ----------------------------------------- | ------------- | ------ | ---------- | ---------- |
| Medalha de ouro                                       | Yuko Kavaguti / Alexander Smirnov         | Rússia        | 213.15 | 73.92 (2)  | 139.23 (1) |
| Medalha de prata                                      | Aliona Savchenko / Robin Szolkowy         | Alemanha      | 211.72 | 74.12 (1)  | 137.60 (2) |
| Medalha de bronze                                     | Maria Mukhortova / Maxim Trankov          | Rússia        | 202.03 | 73.54 (3)  | 128.49 (3) |
| 4                                                     | Tatiana Volosozhar / Stanislav Morozov    | Ucrânia       | 187.83 | 67.60 (4)  | 120.23 (4) |
| 5                                                     | Vera Bazarova / Yuri Larionov             | Rússia        | 159.84 | 55.84 (5)  | 104.00 (6) |
| 6                                                     | Nicole Della Monica / Yannick Kocon       | Itália        | 156.80 | 52.64 (6)  | 104.16 (5) |
| 7                                                     | Vanessa James / Yannick Bonheur           | França        | 151.28 | 52.04 (7)  | 99.24 (7)  |
| 8                                                     | Anaïs Morand / Antoine Dorsaz             | Suíça         | 144.95 | 47.88 (11) | 97.07 (8)  |
| 9                                                     | Maylin Hausch / Daniel Wende              | Alemanha      | 142.76 | 50.66 (9)  | 92.10 (9)  |
| 10                                                    | Adeline Canac / Maximin Coia              | França        | 139.73 | 51.24 (8)  | 88.49 (11) |
| 11                                                    | Stacey Kemp / David King                  | Reino Unido   | 137.29 | 45.26 (13) | 92.03 (10) |
| 12                                                    | Erica Risseeuw / Robert Paxton            | Reino Unido   | 130.09 | 43.50 (14) | 86.59 (12) |
| 13                                                    | Maria Sergejeva / Ilja Glebov             | Estônia       | 129.46 | 47.60 (12) | 81.86 (13) |
| 14                                                    | Joanna Sulej / Mateusz Chruściński        | Polônia       | 124.79 | 48.38 (10) | 76.41 (15) |
| 15                                                    | Jessica Crenshaw / Chad Tsagris           | Grécia        | 115.59 | 36.60 (16) | 78.99 (14) |
| 16                                                    | Nina Ivanova / Filip Zalevski             | Bulgária      | 106.31 | 38.56 (15) | 67.75 (16) |
| Não avançaram para a patinação livre / programa longo |                                           |               |        |            |            |
| 17                                                    | Lubov Bakirova / Mikalai Kamianchuk       | Bielorrússia  | —      | 36.18 (17) |            |
| 18                                                    | Danielle Montalbano / Evgeni Krasnopolski | Israel        | —      | 30.90 (18) |            |
| 19                                                    | Gabriela Čermanová / Martin Hanulák       | Eslováquia    | —      | 30.04 (19) |            |
| 20                                                    | Viktória Hacht / Kristóf Trefil           | Hungria       | —      | 29.34 (20) |            |
| WD                                                    | Marika Zanforlin / Federico Degli Esposti | Itália        | —      | — (WD)     |            |

### Dança no gelo

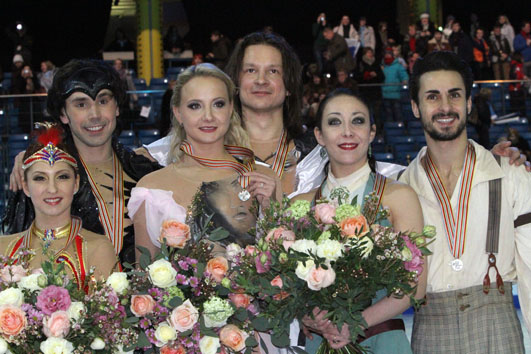
Pódio da competição de dança no gelo.

| Pos.                                     | Nome                                 | Nacionalidade    | Pontos | DC         | DO         | DL         |
| ---------------------------------------- | ------------------------------------ | ---------------- | ------ | ---------- | ---------- | ---------- |
| Medalha de ouro                          | Oksana Domnina / Maxim Shabalin      | Rússia           | 199.25 | 42.78 (1)  | 61.49 (2)  | 94.98 (2)  |
| Medalha de prata                         | Federica Faiella / Massimo Scali     | Itália           | 195.86 | 37.47 (3)  | 61.68 (1)  | 96.71 (1)  |
| Medalha de bronze                        | Jana Khokhlova / Sergei Novitski     | Rússia           | 189.67 | 37.87 (2)  | 58.59 (4)  | 93.21 (3)  |
| 4                                        | Nathalie Péchalat / Fabian Bourzat   | França           | 188.51 | 36.36 (5)  | 60.08 (3)  | 92.07 (4)  |
| 5                                        | Sinead Kerr / John Kerr              | Reino Unido      | 184.05 | 36.76 (4)  | 57.05 (5)  | 90.24 (5)  |
| 6                                        | Anna Cappellini / Luca Lanotte       | Itália           | 176.10 | 35.93 (6)  | 52.83 (9)  | 87.34 (6)  |
| 7                                        | Alexandra Zaretsky / Roman Zaretsky  | Israel           | 174.91 | 34.63 (7)  | 55.92 (6)  | 84.36 (9)  |
| 8                                        | Anna Zadorozhniuk / Sergei Verbillo  | Ucrânia          | 171.28 | 32.60 (9)  | 54.30 (7)  | 84.38 (8)  |
| 9                                        | Ekaterina Bobrova / Dmitri Soloviev  | Rússia           | 171.26 | 33.33 (8)  | 53.03 (8)  | 84.90 (7)  |
| 10                                       | Nóra Hoffmann / Maxim Zavozin        | Hungria          | 163.21 | 31.53 (11) | 50.02 (11) | 81.66 (10) |
| 11                                       | Alla Beknazarova / Vladimir Zuev     | Ucrânia          | 162.82 | 32.15 (10) | 51.22 (10) | 79.45 (12) |
| 12                                       | Pernelle Carron / Lloyd Jones        | França           | 159.52 | 29.96 (12) | 49.85 (12) | 79.71 (11) |
| 13                                       | Caitlin Mallory / Kristjan Rand      | Estônia          | 155.93 | 29.16 (15) | 47.33 (15) | 79.44 (13) |
| 14                                       | Zoé Blanc / Pierre-Loup Bouquet      | França           | 147.56 | 27.82 (17) | 48.80 (13) | 70.94 (14) |
| 15                                       | Christina Beier / William Beier      | Alemanha         | 147.36 | 29.41 (13) | 48.45 (14) | 69.50 (16) |
| 16                                       | Penny Coomes / Nicholas Buckland     | Reino Unido      | 145.91 | 28.63 (16) | 46.98 (16) | 70.30 (15) |
| Não avançaram para a dança livre / longa |                                      |                  |        |            |            |            |
| 17                                       | Kira Geil / Dmitri Matsjuk           | Áustria          | 71.73  | 29.16 (14) | 42.57 (19) |            |
| 18                                       | Kamila Hájková / David Vincour       | República Tcheca | 71.21  | 25.88 (18) | 45.33 (17) |            |
| 19                                       | Allison Reed / Otar Japaridze        | Geórgia          | 66.28  | 22.59 (22) | 43.69 (18) |            |
| 20                                       | Nikola Višňová / Lukáš Csolley       | Eslováquia       | 64.57  | 22.61 (21) | 41.96 (20) |            |
| 21                                       | Katelyn Good / Nikolaj Sorensen      | Dinamarca        | 63.13  | 22.84 (20) | 40.29 (21) |            |
| 22                                       | Federica Testa / Christopher Mior    | Itália           | 61.88  | 23.31 (19) | 38.57 (24) |            |
| 23                                       | Nikki Georgiadis / Graham Hockley    | Grécia           | 59.98  | 21.18 (24) | 38.80 (23) |            |
| 24                                       | Oksana Klimova / Sasha Palomäki      | Finlândia        | 59.85  | 20.99 (25) | 38.86 (22) |            |
| 25                                       | Ramona Elsener / Florian Roost       | Suíça            | 59.28  | 21.84 (23) | 37.44 (25) |            |
| 26                                       | Lesia Valadzenkava / Vitali Vakunov  | Bielorrússia     | 50.11  | 17.08 (26) | 33.03 (26) |            |
| WD                                       | Virginiya Hoptman / Pavel Filchenkov | Azerbaijão       | —      | — (WD)     |            |            |

## Quadro de medalhas
| Ordem | País      | Medalha de ouro | Medalha de prata | Medalha de bronze |    | Ordem por total |
| ----- | --------- | --------------- | ---------------- | ----------------- | -- | --------------- |
| 1     | Rússia    | 3               |                  | 2                 | 5  | 1               |
| 2     | Itália    | 1               | 1                |                   | 2  | 2               |
| 3     | Alemanha  |                 | 1                |                   | 1  | 3               |
| 3     | Finlândia |                 | 1                |                   | 1  | 3               |
| 3     | Suíça     |                 | 1                |                   | 1  | 3               |
| 6     | França    |                 |                  | 1                 | 1  | 3               |
| 6     | Geórgia   |                 |                  | 1                 | 1  | 3               |
| TOTAL | TOTAL     | 4               | 4                | 4                 | 12 | —               |